# Römisch-katholisches Dekanat Kempten

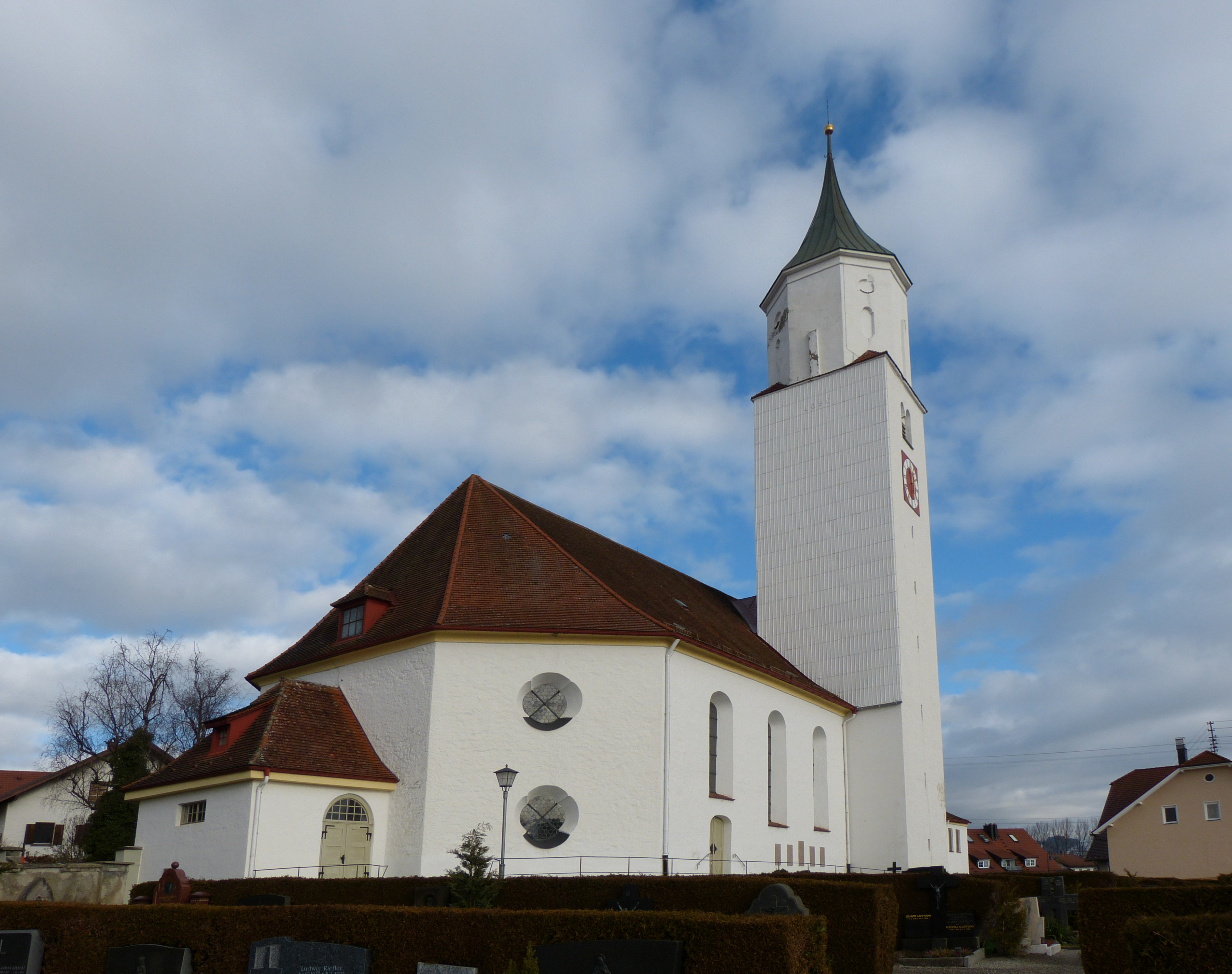
Pfarrkirche St. Blasius und Quirinus Dietmannsried

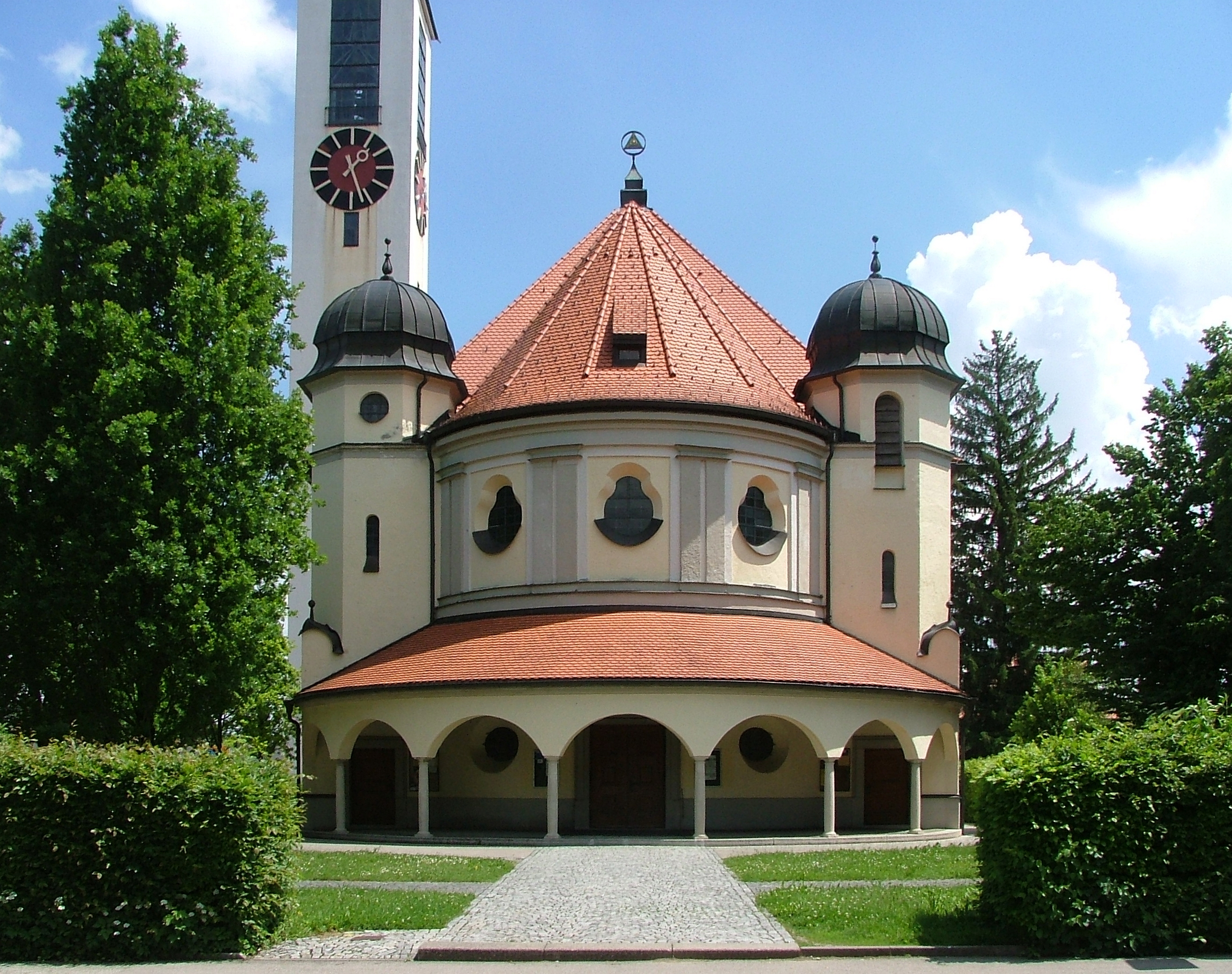
Pfarrkirche Mariä Himmelfahrt Kempten

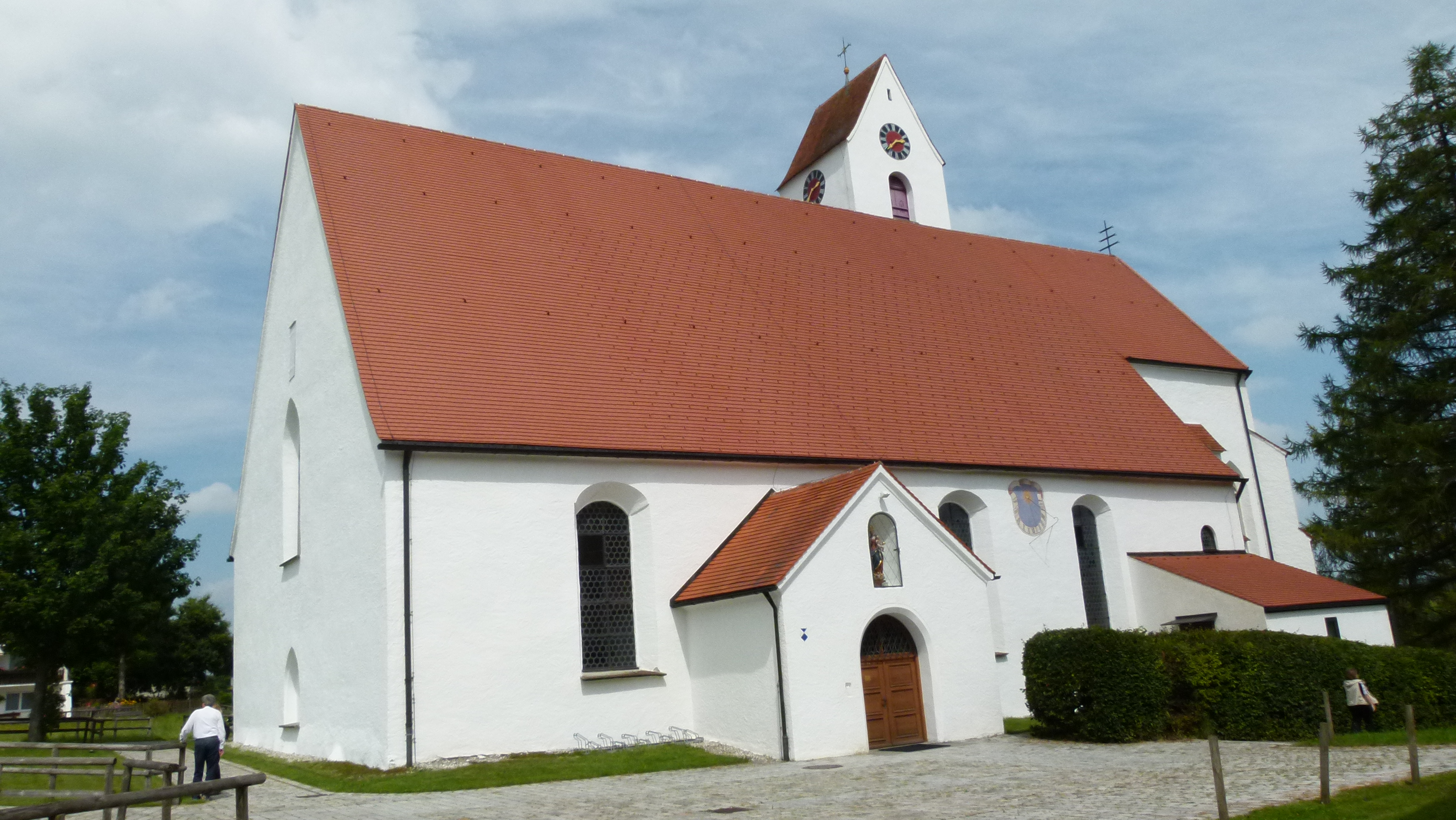
Wallfahrtskirche Heilig Kreuz Maria Rain

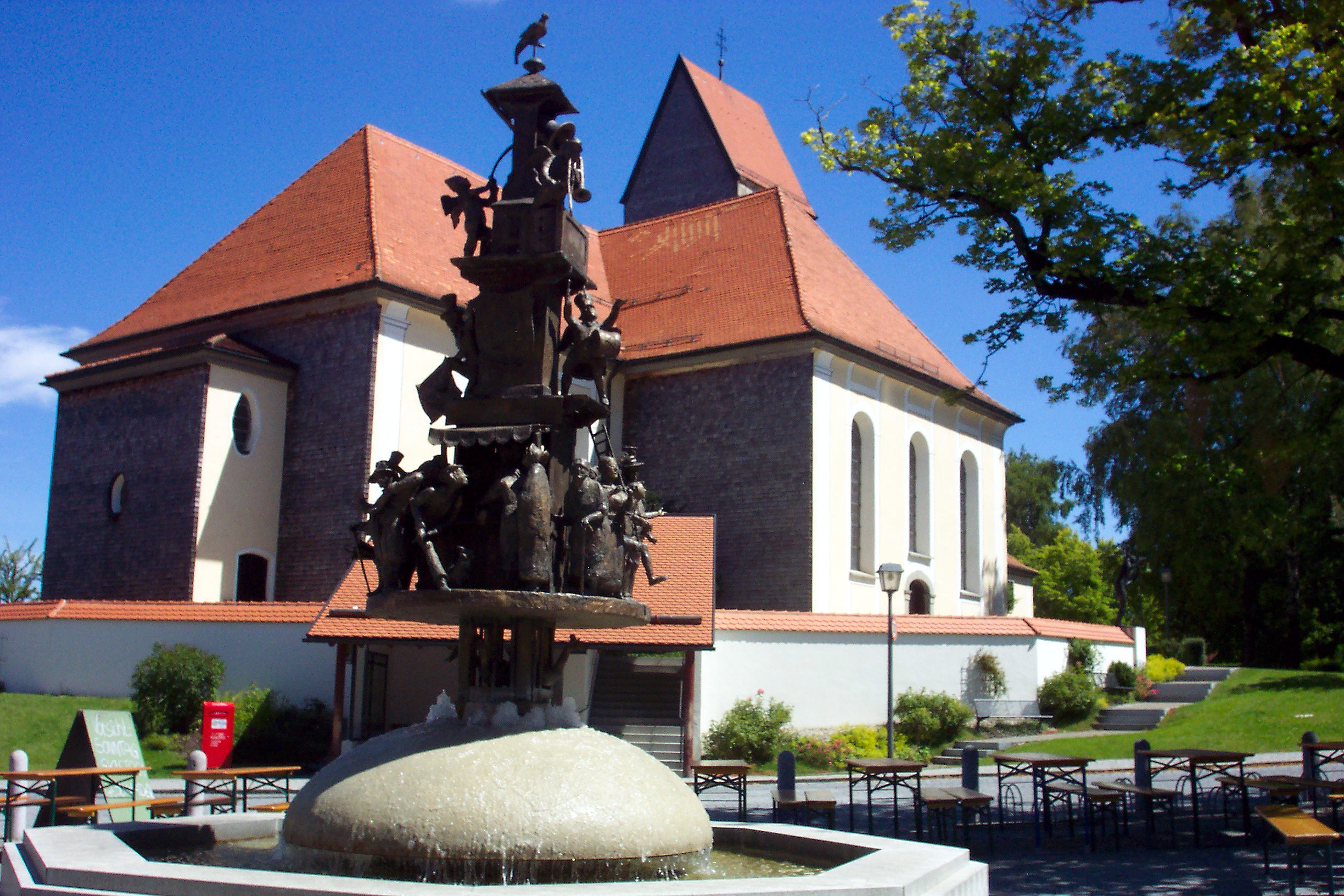
Pfarrkirche St. Pankratius Wiggensbach

Das Dekanat Kempten ist eines von 23 Dekanaten des römisch-katholischen Bistums Augsburg.
Das Dekanat entstand im Zuge der Bistumsreform vom 1. Dezember 2012.

## Gliederung
- Altusried

Altusried „St. Blasius“,
Frauenzell „Mariä Himmelfahrt“,
Gschnaidt „Heilig Kreuz“,
Kimratshofen „St. Agatha“,
Krugzell „St. Michael“,
Muthmannshofen „St. Mauritius“;
- Betzigau

Betzigau „St. Afra“,
Hochgreut „Mariä Heimsuchung“,
Wildpoldsried „St. Georg“,
- Haldenwang/Lauben

Haldenwang „St. Theodor“,
Börwang „St. Leonhard“,
Lauben „St. Ulrich“,
- Dietmannsried/Lauben

Dietmannsried „St. Blasius“,
Überbach „St. Johannes Baptist“,
Probstried „St. Cornelius u. Cyprian“,
Reichholzried „St. Georg“,
Schrattenbach „St. Nikolaus“;
- Durach/Sulzberg

Durach „Heilig Geist“,
Bodelsberg „St. Georg“,
Moosbach „St. Johannes d. Täufer“,
Ottacker „St. Otmar“,
Ried „St. Michael“,
Sulzberg „Hlgst. Dreifaltigkeit“,
Weidach-Oberkottern „St. Josef d. Arbeiter“;
- Kempten-West

Kempten „Heilig Kreuz“,
Kempten „St. Franziskus“,
Kempten „St. Hedwig“,
Kempten „St. Michael“;
- Kempten-Mitte

St. Anton
Kempten „St. Anton“,
Kempten-Eich „Maria Hilf“;
St. Lorenz
Kempten „St. Lorenz“;
- Kempten-Ost

Kempten-St. Mang „Mariä Himmelfahrt“,
Kempten-Lenzfried „St. Magnus“,
Ursulasried/Leubas „St. Ursula“,
Kempten „St. Ulrich“;
- Waltenhofen

Hegge „Maria, Königin d. Apostel“,
Martinszell „St. Martin“,
Memhölz „St. Andreas“,
Niedersonthofen „St. Alexander u. Georg“,
Waltenhofen „St. Martin“,
- Oy-Mittelberg/Wertach

Maria-Rain „Hl. Kreuz“,
Mittelberg „St. Michael“,
Haslach „St. Wolfgang“,
Petersthal „St. Peter und Paul“,
Riedis „St. Katharina“,
Oy „Verklärung Christi“,
Schwarzenberg „Maria Immaculata“,
Wertach „St. Ulrich“;
- Weitnau

Hellengerst „St. Stephan“,
Kleinweiler „St. Margareta“,
Rechtis „St. Ulrich“,
Sibratshofen „St. Wendelin“,
Weitnau „St. Pelagius“,
Wengen „St. Johannes Baptist“;
- Wiggensbach/Buchenberg

Buchenberg „St. Magnus“,
Eschach „St. Silvester“,
Wirlings „St. Nikolaus“,
Kreuzthal „St. Martin“,
Wiggensbach „St. Pankratius“,
Ermengerst „St. Johannes Baptist“;